# Hôpital Robert-Debré
 (mai 2013).
Si vous disposez d'ouvrages ou d'articles de référence ou si vous connaissez des sites web de qualité traitant du thème abordé ici, merci de compléter l'article en donnant les références utiles à sa vérifiabilité et en les liant à la section « Notes et références ».
L’hôpital universitaire Robert-Debré est un hôpital pédiatrique de l’Assistance publique - Hôpitaux de Paris (AP-HP) situé dans le 19e arrondissement de Paris.
Il a pour but de traiter les pathologies pédiatriques et les maladies infantiles rares dans un cadre hospitalo-universitaire.
Il est aujourd'hui le centre prénatal "leader" au nord de Paris et de la région Île-de-france, c'est le plus grand hôpital pédiatrique d'Europe en termes d'activité.[réf. nécessaire]

## Histoire

### Années 1980
L'hôpital Nord (nom initial du projet à l'étape du concours) a été conçu par l’architecte Pierre Riboulet (1928-2003). Le processus de conception du projet a été documenté par Riboulet dans "Naissance d'un Hôpital", et a donné lieu à un film documentaire éponyme de Jean-Louis Comolli. Le chantier du projet démarre en juillet 1982 et l'hôpital est inauguré le 21 mars 1988 par Jacques Chirac (alors maire de Paris). Il résulte de la restructuration des hôpitaux pédiatriques du nord de Paris, principalement de l’hôpital Hérold (dans le 19e arrondissement) et de l’hôpital Bretonneau (dans le 18e, aujourd'hui un institut gériatrique) au début des années 1970. C'est un centre hospitalo-universitaire pour la mère et l'enfant. Il fait ainsi fonction d'hôpital pour enfants et pour adultes.
Il dispose d'une surface totale de 80 000 m2 pour un coût global de 106 millions d'euros (700 millions de francs).
Il porte le nom de Robert Debré (1882-1978), chef de service à l’hôpital Necker-Enfants malades, considéré comme le père de la pédiatrie française moderne.
Le CHU de Reims, ainsi que le pôle enfant du CHU d'Angers, et l'hôpital d'Amboise (Indre-et-Loire), portent également ce nom.

### Années 2020
Pour la première fois de son histoire, le personnel des urgences pédiatriques se met en grève et fait usage de son droit de retrait courant septembre 2020, après l’agression dans la nuit du 5 au 6 septembre d'une infirmière, d'une aide-soignante, d'une cadre de santé et de deux agents de sécurité présents sur place. La police est intervenue rapidement et a interpellé deux individus violents et alcoolisés,,.

## Statistiques
| Indicateur                                                               | 2011[réf. nécessaire] | 2013[réf. nécessaire] | 2015    | 2017    |
| ------------------------------------------------------------------------ | --------------------- | --------------------- | ------- | ------- |
| Lits                                                                     | 500                   | 475                   | 475     | 475     |
| Effectifs, moyens humains                                                | 2 600                 | 2 800                 | 2 870   | 3 000   |
| Admissions par an                                                        | 40 000                | 42 000                | 48 861  | 45 049  |
| Consultations par an                                                     | 150 000               | 150 000               | 161 270 | 223 737 |
| Accueils aux urgences pédiatriques et gynécologiques obstétriques par an | 80 000                | 88 000                | 94 253  | 99 152  |
| Naissances par an                                                        | 3 000                 | 3 000                 | 3 052   | 2 997   |

## Organisation
L'activité médicale de l'hôpital est organisée en différents pôles d'activités.

### Pôles cliniques
- Pédiatrie aiguë et médecine interne : les urgences, la réanimation pédiatrique, l'anesthésie-réanimation, le traitement de la douleur, la pédiatrie générale
- Pédiatrie spécialisée : l'endocrinologie et la diabétologie pédiatrique, la néphrologie et l'hémodialyse, la gastro-entérologie, la cardiologie, le centre de drépanocytose, l'hématologie, la neuropédiatrie et la psychopathologie de l'enfant et de l'adolescent
- Chirurgie : orthopédique, viscérale et urologique et les disciplines « têtes et cou »
- Gynécologie et périnatalité : maternité, néonatalogie, soins intensifs et réanimation néonatale.

### Pôles d'investigation
- Imagerie médicale et physiologie
- Biologie et pharmacie

### Pôles éducatif et des loisirs
- Pôle socio-éducatif : la maison de l'enfant, la maison des adolescents, la médiathèque, le studio vidéo, le centre scolaire, l'aumônerie, les associations de bénévoles.

## Accès
L'hôpital est desservi par  les stations de métro Pré-Saint-Gervais, sur la ligne 7 bis, ou Porte des Lilas, sur les lignes 3 bis et 11 et le tramway T3b (station Hôpital Robert-Debré).